# CSG 65CE02
A 65CE02 (a 6502/65C02 egy származéka) a (korábban Commodore MOS néven is ismert) Commodore Semiconductor Group által 1990-ben fejlesztett processzormag, amelyet a MOS Technology 4510 avagy a CSG 4510 mikrovezérlő magjaként alkalmaztak. A CSG 4510-ben ezt a processzormagot kombinálták számos be-/kimeneti komponenssel, és ez volt a Commodore C64DX/C65 otthoni számítógépek (prototípusok) központi egysége.
A 6502 és 65C02 processzorok igen rossz hatékonysággal végezték a bitműveleteket, amely nagyon lassította a bit-orientált tömörítési eljárások, pl. a Huffman-kódolás sebességét; emiatt a 65EC02 és a 65SC02 processzorok utasításkészletét olyan új, hatékonyabb bitműveleti utasításokkal bővítették, mint pl. az elágazás bitállapot szerint, bit beállítása/törlése, memóriabitek tesztelése és állítása/törlése akkumulátor szerint, relatív szubrutincímzés (BSR).
A 65CE02 processzornak egy harmadik indexregisztere is van, ez a Z regiszter. A processzorban a nulla-lapos indirekt címzési módot teljesen felváltotta a Z regiszterrel indexelt nulla-lapos indirekt címzés (a Z regiszter elsődlegesen a lap-indirekt címzésre szolgál, és ez magában foglalja a nullás lapot is). Érdekes módon ezt úgy oldották meg, hogy fenntartották a visszafelé-kompatibilitást: ha a Z regiszter tartalma 0, akkor ez a címzési mód megfelel a korábbi nulla-lapos címzésnek.
A Z regiszter és a lap-indirekt címzés mellett további újítások is megjelentek ebben a processzorban: megjelent néhány 16 bites read-modify-write működésű utasítás, pl. INW (increment word), DEW (decrement word), PHW (push word) és hasonlók; megjelent a relatív ugrás, a veremmutató-relatív címzés és egyéb címzési mód/utasítás kombinációk, mint a 16 bites elágazások, közvetlen és indexelt bit-tesztelő utasítások, indexelt indirekt ugrások és szubrutinhívások.
A 65CE02 processzort használta az Amiga gépekhez készült Commodore A2232 soros porti kártya. Az A2232 a 65EC02 processzort 3,58 MHz órajelen hajtja és 7× RS-232C soros portot tartalmaz. Mindegyik port függetlenül vezérelhető és 50 – 19200 bit/s közötti sebességű átvitelt biztosít. Létezik azonban egy meghajtóprogram az Aminet-en, amely két soros port sebességét képes 115 200 bit/s sebességűre növelni.

## Fordítás
Ez a szócikk részben vagy egészben  a   MOS Technology 65CE02 című angol Wikipédia-szócikk ezen változatának fordításán alapul.  Az eredeti cikk szerkesztőit annak laptörténete sorolja fel. Ez a jelzés csupán a megfogalmazás eredetét és a szerzői jogokat jelzi, nem szolgál a cikkben szereplő információk forrásmegjelöléseként.